# Umiña

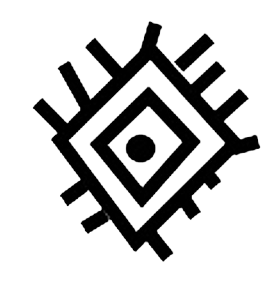
Representación simbólica de la diosa Umiña

Umiña es una deidad de la cultura manteña, cuyo culto se difundió a lo largo del territorio ecuatoriano durante el periodo de integración, conocido como los señoríos étnicos. Era considerada la diosa de la salud, la fertilidad y la lluvia para cultura manteña y su culto se desarrolló entre los años 500 a. C. - 1500 d. C.Su culto se difundió en los andes a través de la cultura caranqui, quienes adoraban a la esmeralda.  
Fue representada comúnmente en varias vasijas, sellos y estelas de esta cultura, tanto de manera simbólica como de manera antropomorfa. Uno de sus más importantes centros de adoración se encontraba en la isla de la Plata, donde se llevó a cabo la primera aparición mariana de la historia del Ecuador cuando en una piedra verían los conquistadores a la virgen María durante su estancia en esta isla. Otro centro ceremonial importante era la punta de la península de Sampú, actual Santa Elena. Se cree que las piedras eran obtenidas de las minas de esmeraldas, en lo que actualmente se conoce como provincia de Esmeraldas. En concreto en las cercanías del río Bichile de esta región. 

## Etimología
Se desconoce su etimología exacta sin embargo podría estar relacionado con "ulmina" quien era el supremo sacerdote de la cultura caranqui y yumbo. La letra "u" simboliza el zapallo, fruto de simbolismo femenino por su forma y porque servía para la creación de tasquis o piguayos, es decir vasos ceremoniales. El zapallo se representaba en la tola de Bombolí que significa ombligo de calabaza y se encuentra en Santo Domingo de los Colorados. Todo esto apunta a un vínculo estrecho entre la cultura manteña y las culturas del interior de la costa: Yumbos y Chonos, así como culturas de los andes como los Caranquis.

## Historia

### Mito

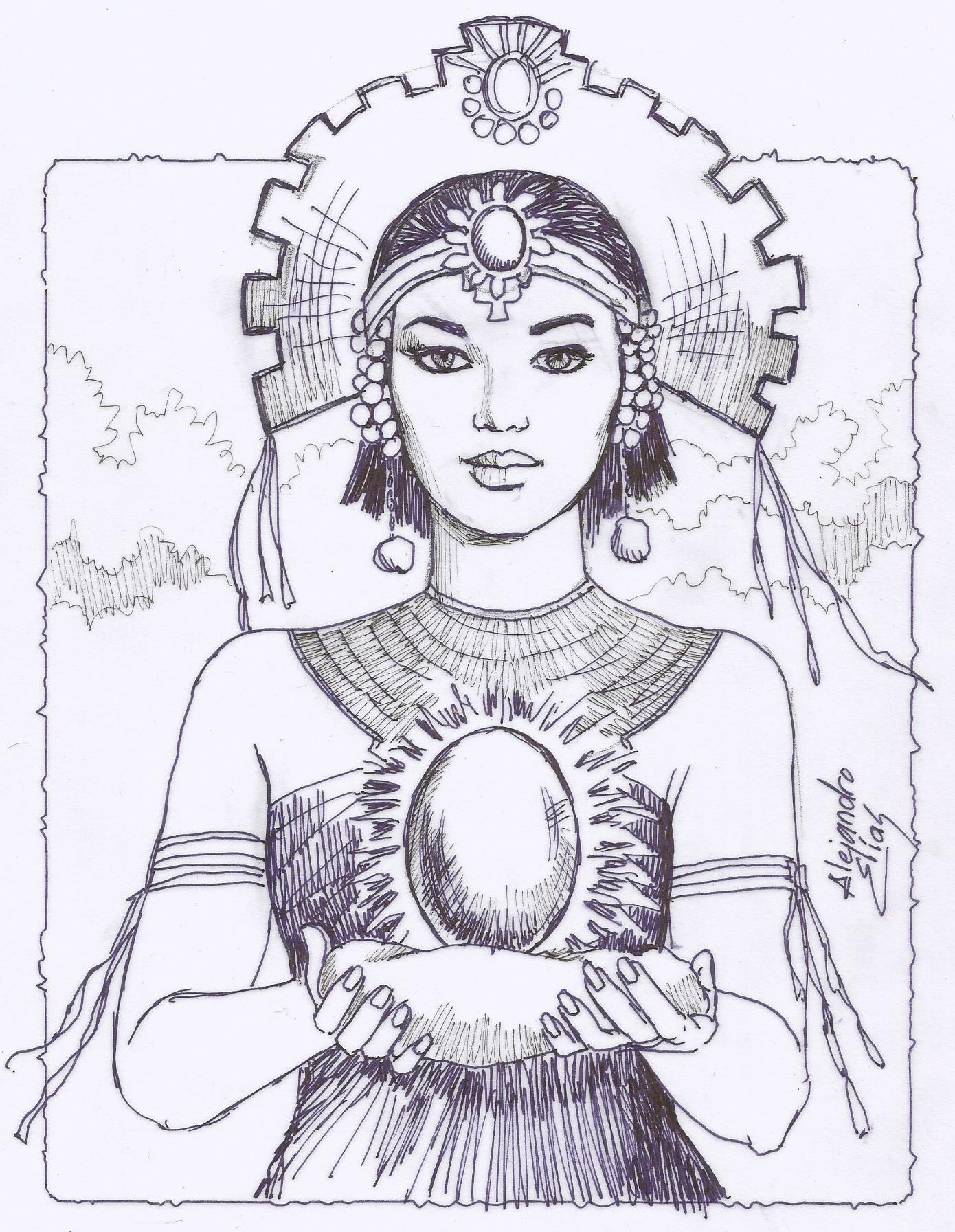
Manteña con una esmeralda que representa a Umiña

Se dice que Umiña era la princesa de la región ocupada por la confederación de tribus manteñas, hija del cacique Tohalli. De ojos color verde esmeralda, fue reconocida en vida, entre pueblos vecinos de aliados y enemigos, como una diosa por su singular belleza. Las fuentes, por antiguas, han llegado a nuestros días con alteraciones. Una de ellas afirma que Umiña fue asesinada brutalmente, pero antes de ser enterrada junto a sus padres le extrajeron su corazón, de donde se obtuvo una esmeralda. Otra versión de la leyenda cuenta que Umiña se sacrificó a sí misma con el propósito de ser ofrenda para la deidad de la abundancia. Frente a los sacerdotes del pueblo manteño, víctima de una sequía que imaginaban interminable, se abrió el pecho en el templo.
En lugar de sangre de su herida brotaron mariposas, y en donde debía estar un corazón la diosa trascendió en una joya tan preciosa que se consideró divina. Sea cual sea su origen, lo cierto es que esta joya existió cuando los españoles llegaron a la zona, mismos que la describen tan grande como el huevo de un avestruz. A esta esmeralda el pueblo manteño empezó a rendirle culto, construyendo templos en su honor. Pero su paradero actual se desconoce y es sujeto a muchas conjeturas y leyendas. Aunque se sabe que su importancia era muy alta, y los manteños prefirieron morir antes de entregarla. 
Según las cronistas se describe a Umiña de la siguiente manera:

Y en otras partes, como iré recontando en esta historia, y en esta comarca afirman que el señor de Manta tiene o tenía una piedra de esmeralda, de mucha grandeza y muy rica, la cual tuvieron y poseyeron sus antecesores por muy venerada y estimada, y algunos días la ponían en público y la adoraban y reverenciaban como si estuviera en ella encerrada alguna deidad. Y como algún indios o india estuviese malo, después de haber hecho sus sacrificios iban a hacer oración a la piedra, a la cual afirman que hacían servicio de otras piedras, haciendo entender el sacerdote que habla con el demonio que venía la salud mediante aquellas ofrendas; las cuales después el cacique y otros ministros del demonio aplicaban a sí, porque de muchas partes de la tierra adentro venían los que estaban enfermos al pueblo de Manta a hacer sacrificios y a ofrecer sus dones.

### Culto

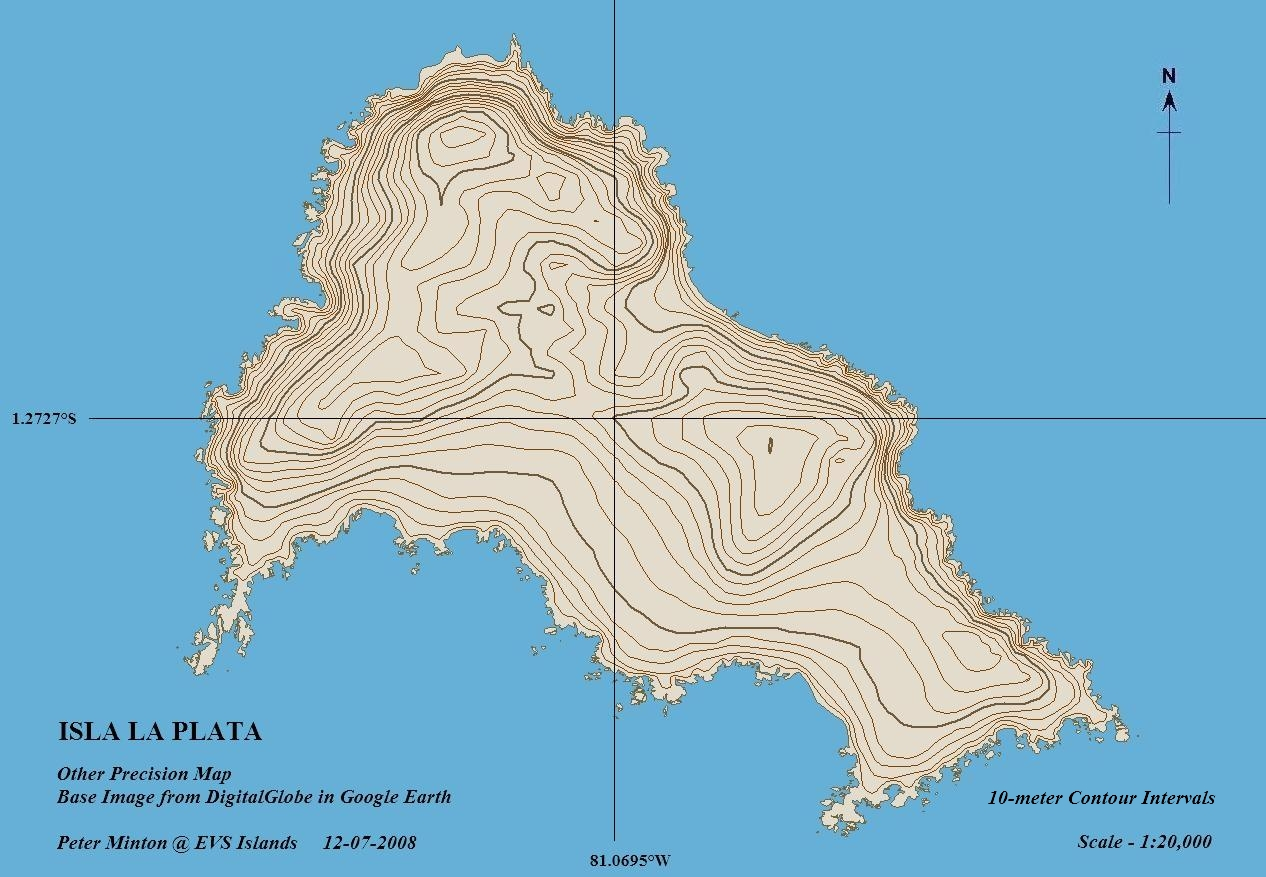
Mapa de la Isla de la Plata

En los territorios que hoy comprende la ciudad de Manta (antes Jocai, "Sitio de peces"), Umiña, la esmeralda/diosa era custodiada en su santuario principal. Un sacerdote administraba las ofrendas del pueblo y los pueblos bajo el yugo del cacique admiraban como divina la joya. El sacerdote usualmente frotaba con esta a los enfermos en las áreas con dolor. Pronto la deidad fue conocida como la diosa de la salud. Su importancia y alcance fue tal, que tenía varios templos erigidos a su nombre, por ejemplo el templo en la Isla de Santa Clara, sobre la cual llenaban de ofrendas en su honor.

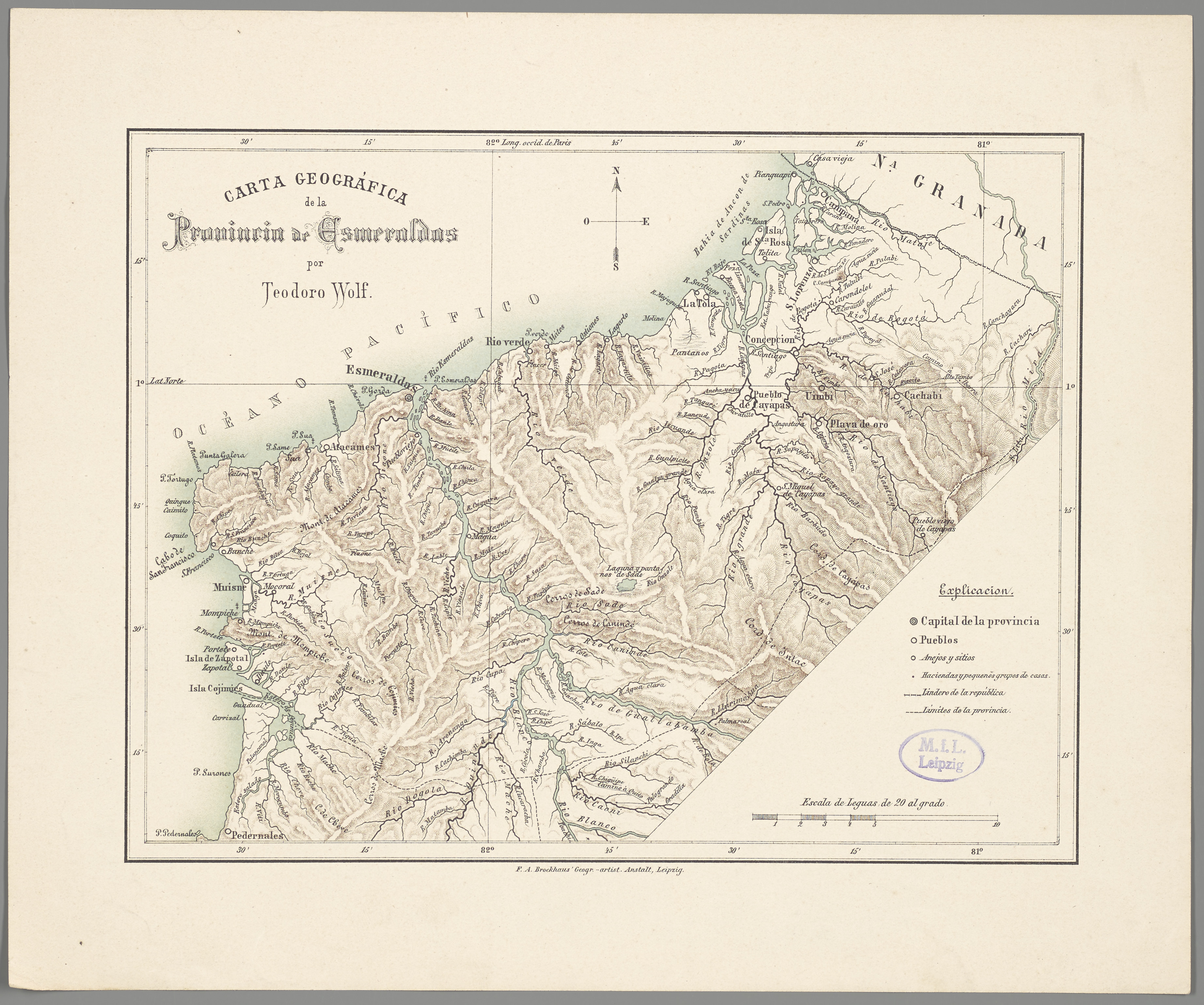
Carta Provincia de Esmeraldas por Wolf. Donde existían minas en el Río Bichile.

El lugar exacto sobre donde reposaba la esmeralda ha sido objeto de controversia. Lo más seguro es que la misma haya servido políticamente para legitimar el poderío del cacicazgo. De ser así, no se puede descartar la posibilidad de que haya sido movida y custodiada durante el poderío del imperio manteño. Por los registros de los cronistas se sabe que los templos dedicados a ella eran: Manta, Montecristi, Cerro de Hojas Jaboncillo, y uno de los centros sacrificiales era la Isla de la Plata. A esto se suma su culto en la península de Santa Elena, lo que motiva la hipótesis de la unidad cultural entre los manteños y huancavilcas, denominando a estos últimos como "manteños del sur". Se conoce que los huancavilcas habían construido megalitos con el mismo objetivo: inundaciones, fertilidad y salud. Por otro lado, se conoce de la existencia de minas de esmeraldas en la región de los indígenas Tacames, de donde vendría el nombre actual de Atacames, cerca del río Bichile. De ahí probablemente obtendrían las esmeraldas que después formarían parte del culto, siendo Umiña, la madre de todas ellas.
Su culto se difundió también en las culturas de los pueblos andinos, según investigó Franklin Barriga. Se la conocía como la "Madre de todas las esmeraldas" o también el "ídolo de la piedra verde". De ahí se desprenderían sus principales atributos. En concreto, se afirma que la cultura caranqui, adoraba a la esmeralda, lo que aumentaría la conjetura de que ellos vienen de la costa, en específico de la bahía de Caraquez.

### Umiña y el fin del mundo
En las crónicas se cuenta que los manteños prefirieron morir antes que entregar a Umiña debido a la creencia de que podría llevarse a cabo un desastre natural si esto ocurría:

Si la tocaban los xipianos, que luego se hundiría toda la tierra y que morirían todos, y que así lo había dicho el dios sol, y a esta causa no la daban, antes se dejaban matar... que a cabo de muchos años y tiempo se había de morir el sol y la luna y las estrellas y que en perdiendose estas lumbreras se había de acabar luego todo el mundo, mas que primero y ante todas cosas precedería grandissima seca
Tania Hidrovo, "Evangelización y religiosidad indígena en Puerto Viejo en la Colonia"

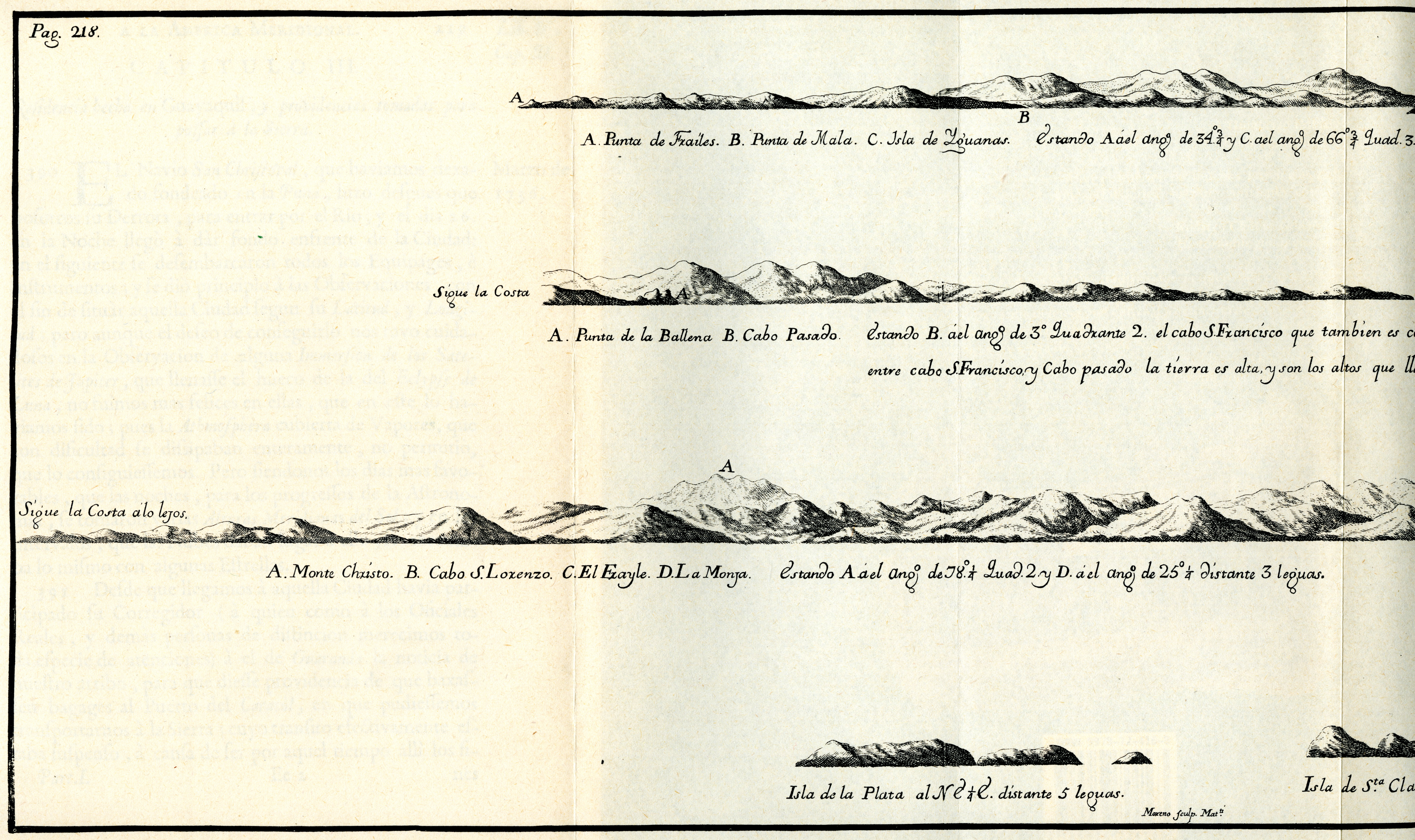
Elevaciones Montañosas de los Partidos de Puerto Viejo y La Canoa, donde se ve a Montecristi (letra A)

De esta cita se extraen varios hechos, el uno que entre los manteños existía el culto al sol, también confirmado por otros cronistas, además, el diluvio sería precedido por una sequía. Es importante que en la costa de Ecuador, en concreto en Manabí y Santa Elena, existen temporadas de sequía afectadas por el fenómeno de la Niña, mientras que los periodos de lluvia serían causados por fenómenos de El Niño. Sin embargo, en este caso, la inundación era total, y la cita hace referencia a un desastre completo del mundo en el que vivían, precedida por la pérdida de los astros.
Su relación con el mar no terminó después de que fuera reemplazada por la Virgen de Montserrat. Según testimonio de Requena, el cerro de Montecristi, donde se encontraba Umiña, era visible desde el mar y servía de señal para los navegantes. Por eso la Virgen continuó teniendo esta función y fue venerada por los marineros:

Sirve este cerro de señal para distinguir la costa al reconocimiento que hacen de ella los navegantes, los que procuran aunque no tengan necesidad de aterrarse, rendir el bordo al monte para ofrecer devotas salvas, promesas y oraciones a la milagrosísima imagen de María Santísima de Monserrate que en él se venera. Todos los que navegan de Nueva España y Panamá para el Perú tributan a esta Divina Señora Rendidas acciones de gracias por haberles asegurado el viaje hasta adorarla en este paraje. Por su soberana protección logran infinitos beneficios los marinos, como se han experimentado en los milagros con que ha ostentado su patrocinio, y están acreditados con las alhajas ofrecidas en su templo en reverente agradecimiento de los favores que han conseguido muchos de su poderosa intercesión. La efigie de esta imagen prodigiosa, traída de España desde el tiempo de la conquista, está colocada en una iglesia nueva de teja y quincha, con su torre y media naranja que la hace lucida respecto a la miseria a que están reducidas las de otras poblaciones en estos contornos.
Francisco Requena - Descripción histórica y geográfica de la provincia de Guayaquil 1771

### Medicina ancestral

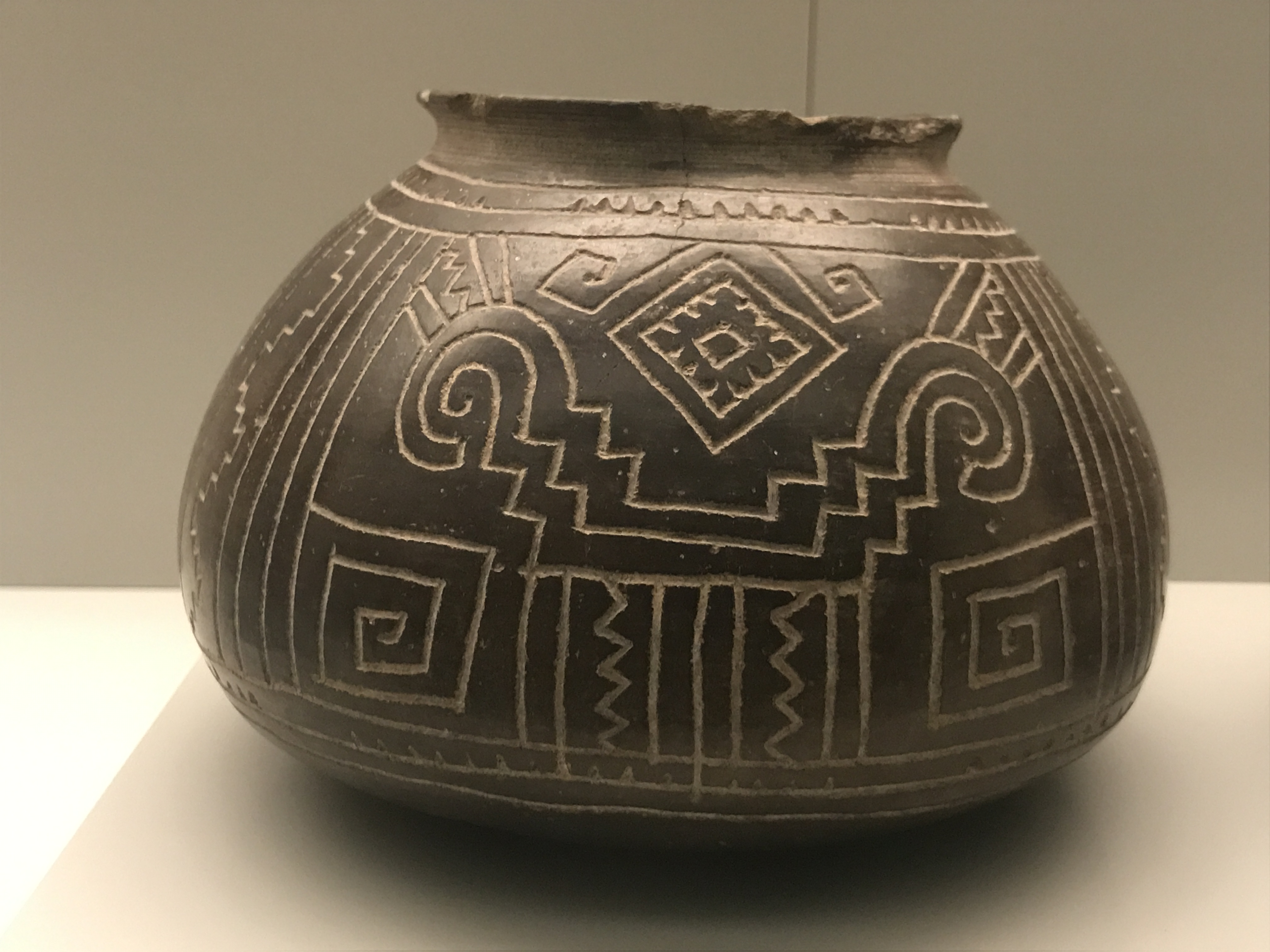
Vasija manteña con una representación de Umiña, sentada en una "silla U".

El culto a la esmeralda fue tan grande que se convirtió en un símbolo de poder. Por esta razón es común ver que los caciques locales adornaban sus cabezas con esmeraldas, haciendo referencia a esta deidad. Además, su culto giraba alrededor del control de la salud y la medicina, temas importantes para los señoríos étnicos de la costa de Ecuador.

Entre los agorígenes de Puerto Viejo, antes de la llegada de los españoles había un intrincada relación entre el poder de sanación conocimiento de medicamentos naturales, sistema de creencias y shamanismo o sacerdocio. Quien tenía el poder del conocimiento para la sanación, tenía también el poder social en sí. La diosa Umiña era una deidad venerada por su poder mágico curativo pero para lograr los efectos tenía que actuar un intermediario, el shamán o sacerdote. El manejo de un catálogo de plantas medicinales era entonces un asunto relacionado con la religiosidad y la sabiduría, que aún en el siglo XVIII reconocían y usaban los comarcanos de todas las castas
Tania Hidrovo, "Evangelización y religiosidad indígena en Puerto Viejo en la Colonia"

El agua también tenía un poder curativo por lo que hasta la actualidad existen leyendas que cuentan de las siete pozas de agua salobre que eran consideradas sagradas y que si eran destruidas, el mar inundaría todo. Por otro lado, bañarse en estas pozas podía ser bueno para la lepra.  Dentro de las medicinas utilizadas encontramos:
- Palo santo: se extraía una resina para curar el catarro. También sirve de incienso usado en los chigualos.
- Sangrías y purgas de mechoacan y cañisfítola: curaban las calenturas
- Tabaco y payco: para desparacitarse
- Palo de salsifráx: para postemas interiores
- Contrayerba: que se dan a los que han sido hechizados, es decir mordedura de culebra.

## Sincretismo y actualidad

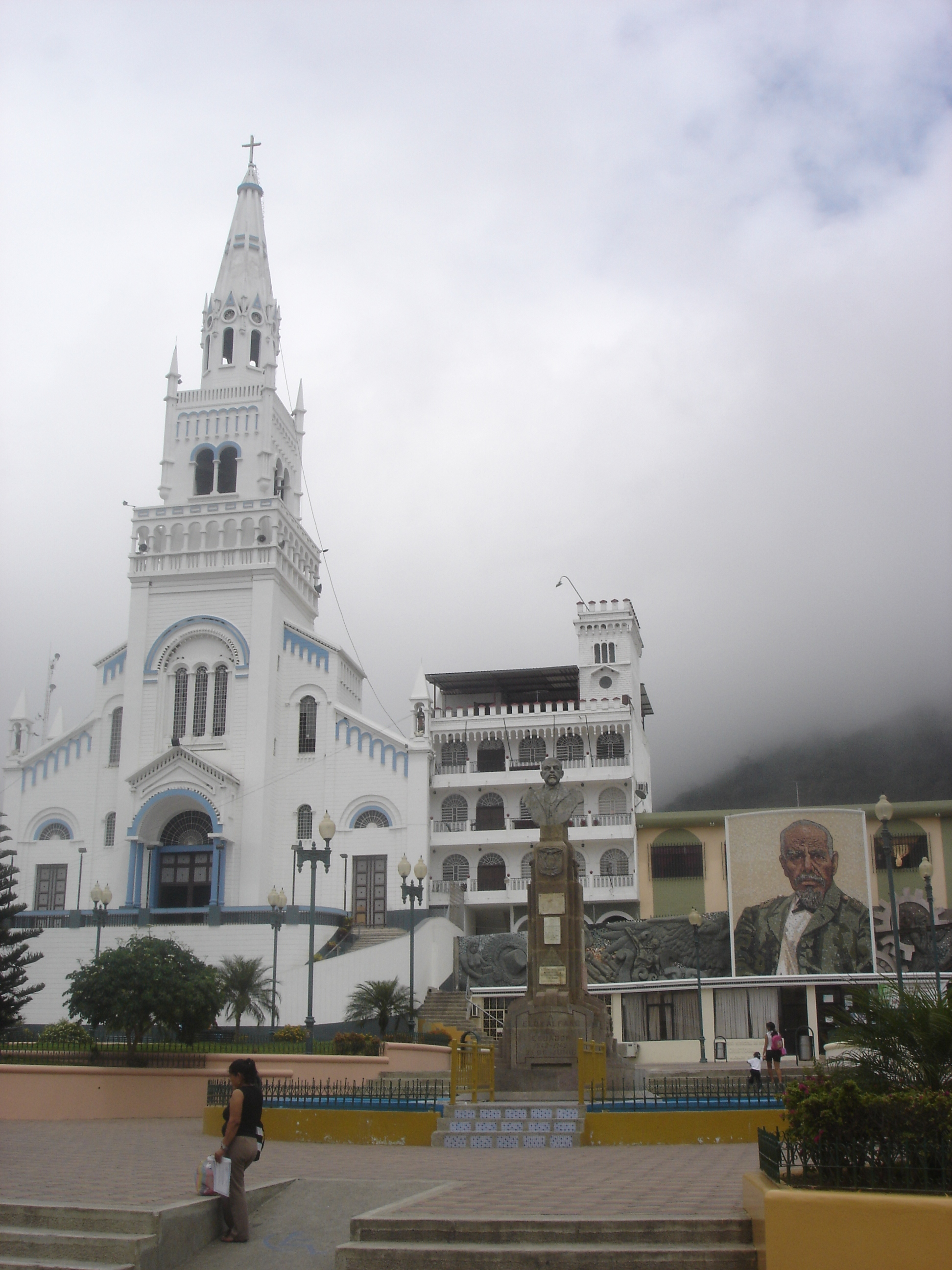
Iglesia de Montecristi

Se cree que el culto a la diosa Umiña se convertiría posteriormente en el culto a la Virgen de la Merced quien se aparecería en la isla de la Plata a los conquistadores, lugar donde se realizaban continuamente sacrificios a esta deidad. Para ello fue levantada la iglesia de la Merced en la localidad actual de Portoviejo. En la actualidad esta virgen es considerada como la "patrona de Manabí". Por otro lado, la iglesia de la Virgen de Monserrate se considera además un centro de advocación mariana que tiene raíces en el culto a la diosa Umiña.Esto formaba parte de las creencias de que los cerros eran lugares sagrados. Por esta razón el cerro de Monte Cristi había sido el lugar donde se consolidaba el culto a Umiña que convocaba a indígenas de otras localidades, de ahí la relación con los manteños del sur, huancavilcas y punáes. Además queda de testigo el cerro Hojas y el cerro Jaboncillo con una serie de vestigios arqueológicos que dan fe de la sacralidad de los cerros y a su vez de la importancia de Umiña que sería justamente la que sería reemplazada por la Virgen de Monserrate, imagen enviada por Carlos V.
Sobre la representación de Umiña como una esmeralda, es importante resaltar el hecho de que en la actualidad además existe una provincia de Ecuador llamada Esmeraldas, que hace referencia a esta piedra que se suponía existía en esta localidad, lo que conectaría aún más el culto de la diosa Umiña con la actualidad.